# Kubansk havsmus
Kubansk havsmus (Chimaera cubana) är en hajliknande broskfisk som finns kring Kuba och Jamaica.

## Utseende
Precis som hos andra medlemmar i familjen har arten en mycket lång stjärt som smalnar av till en tråd, samt en avrundad nos, något som ger den ett "musliknande" utseende. Ögonen är stora och gröna. Munnen är liten, och i stället för tänder har den hårda plattor, 2 par i överkäken, 1 par i underkäken. Den har 2 ryggfenor;  den första med en lång, skarp taggstråle. Bröstfenorna är stora, vingliknande. Hanen har ett klubbliknande utskott mellan ögonen. Färgen är silvergrå upptill, vit nertill. Som mest kan arten bli 75 cm lång.

## Ekologi
Den kubanska havsmusen är en djuphavsfsk som lever på djup mellan 270 och åtminstone 450 m (något grundare utanför den sydamerikanska kusten). Litet är känt om dess biologi, och möjligheten finns att den finns på större djup; D. A. Didier anger i en rapport från FAO över 1 000 m som högsta djup. Fynd utanför Colombia gör det troligt att den lever i närheten av branta undervattensklippor, och man vet att arten är solitär samt lägger ägg inneslutna i hornartade kapslar; i övrigt är som sagt litet känt om dess levnadsförhållanden.

## Utbredning
Utbredningsområdet omfattar centrala västra Atlanten utanför Jamaica, Puerto Rico, Kuba, Små Antillerna och Colombia.

## Status
På grund av att så litet är känt om arten har IUCN klassificerat den under Kunskapsbrist ("DD"). Man konstaterar emellertid att den, även om den inte är föremål för något kommersiellt fiske, är potentiellt hotad av det djuphavsfiske som pågår utanför Columbia.